# Moira Barton
Moira Dingle (previamente: Dingle y Barton) es un personaje ficticio de la serie de televisión británica Emmerdale Farm, interpretada por la actriz Natalie J. Robb desde el 17 de julio del 2009, hasta ahora.